# Puschkin-Institut

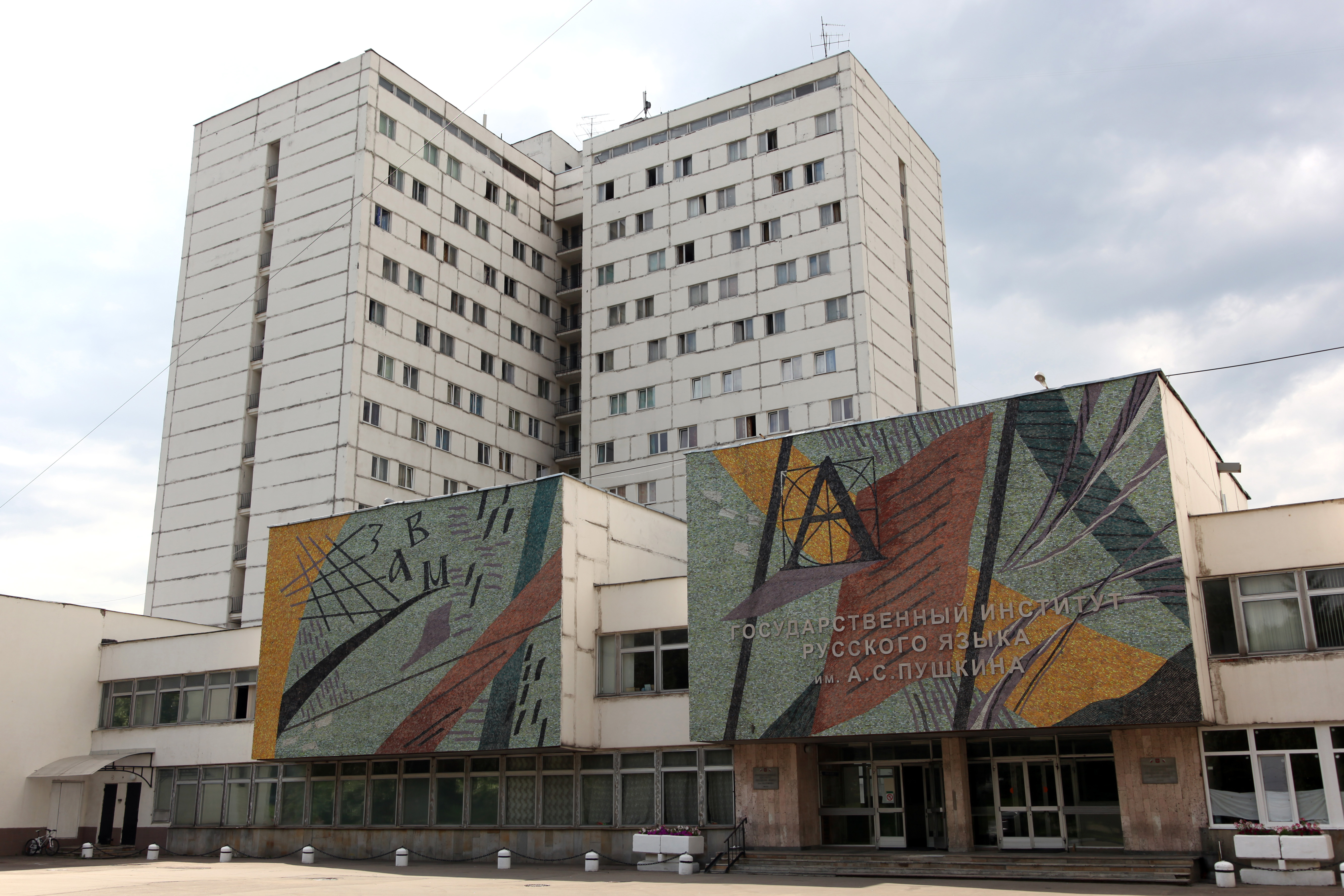
Der Plattenbau des Moskauer Puschkin-Instituts mit dem Studentenheim-Turm.

Das Staatliche Puschkin-Institut in Moskau (russisch Государственный Институт русского языка им. А.С. Пушкина) bietet Russisch-als-Fremdsprache-Unterricht auf allen Stufen an.
Das Puschkin-Institut wurde 1966 gegründet und war ursprünglich der Lomonossow-Universität angegliedert. 1973 wurde es formal selbständig.
1999 erhielt es eine eigene Philologische Fakultät, an der auch russische Muttersprachler Russisch studieren und die akademischen Grade Bachelor, Master und Doktor erwerben können.
Das Institut liegt in der Akademik-Wolgin-Straße (russisch улица Академика Волгина) im Bezirk Konkowo. Die nächstgelegene U-Bahn-Station ist Beljajewo (russisch Беляево).